# Platón conversando con sus discípulos
Platón conversando con sus discípulos es un mosaico romano del siglo I conservado en el Museo Arqueológico Nacional de Nápoles. En dicha imagen el ambiente social del entorno de Platón aparece reflejeado como una forma idealizada de recreación del debate intelectual protagonizado por los comensales de El Banquete.